# Штольня

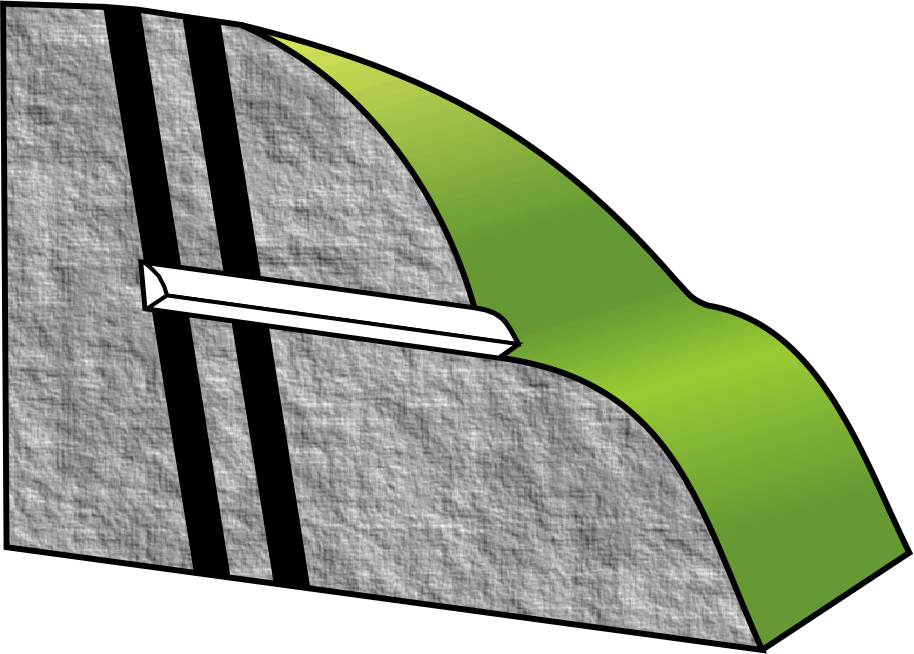
Розкриття штольнею світи пластів

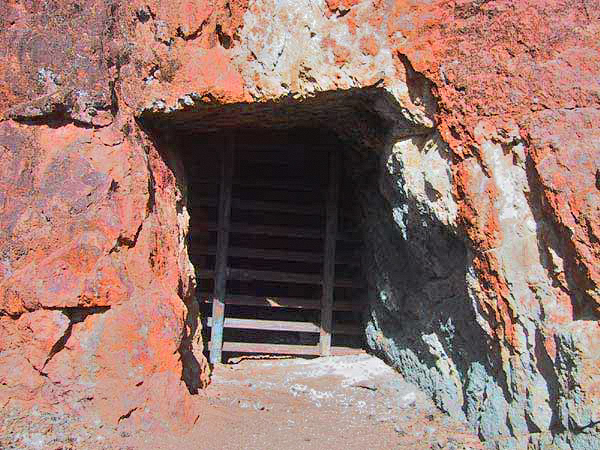
Вхід у штольню

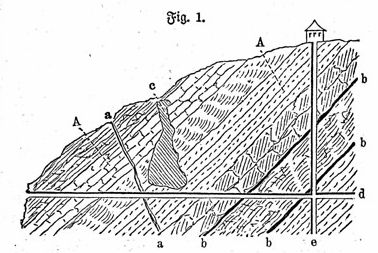
Штольня і стовбур проведені у гірничому масиві.

Што́льня (нім. Stollen) — горизонтальна (рідше — похила) гірнича виробка, яка має безпосередній вихід на земну поверхню. Найчастіше штольні належать підземним об'єктам. У залежності від призначення штольні бувають вентиляційними, експлуатаційними, розвідувальними, водовідливними та ін. Штольні нерідко з'єднують рівні підземних споруд. В експлуатаційних штольнях зазвичай розміщені засоби переміщення (підйому і спуску) — сходи, ліфти, монорейки, а також комунікації. Форму і величину поперечного перерізу штольні, а також тип кріплення вибирають залежно від гірничо-геологічних та гірничотехнічних умов.
Штольня в гірництві служить для тих же цілей, що і стволи шахти. Штольні використовуються як головні розкривні виробки при розробці родовищ в районах з гористим рельєфом. Іноді у гірничій справі експлуатаційними називають тільки відкатні штольні, які використовують для транспортування корисних копалин, а вентиляційні і водовідливні виділяють у окрему категорію.
Видобуток корисних копалин із застосуванням штолень відомий з давніх-давен.
В Україні давні штольні виявлені на Закарпатті (Мужіївське золоторудне родовище) та на Донбасі (поблизу с. Широке Амвросіївського р-ну).

## Цікаво
Цікаво, що в давнину проведенню штолень (що використовувалися для водовідведення, провітрювання, транспортування корисних копалин тощо) надавали величезної ваги. Наводимо уривок з праці Георга Агріколи De Re Metallica (1556 р.), який показує важливість і поцінованість штолень у Середньовіччі:
| Старий звичай дозволяє проводити штольні в якому завгодно напрямку і якої завгодно довжини. Крім того, в нинішній час тому, хто перший заклав штольню , за його клопотанням надається не тільки штольневе право , але також і відвід головної копальні ( головний відвід ) , а іноді і найближчий до копальні простий відвід . Колись власник штольні мав право на такий простір , який пролітала стріла , випущена з лука. Йому дозволялося навіть пасти на всьому цьому просторі худобу. Старовинний звичай допускав також у разі, якщо шахти ряду ділянок рудної жили не розроблялися через велику кількість вод , відвід бергмейстером на користь того , хто візьметься за проведення штольні , так званого великого поля..., яке складалося з 7 подвійних ленів (тобто 7 верів ) маючи 98 лахтер в довжину і 7 лахтер в ширину , що у добутку становить 686 ( квадратних ) лахтерів. |